# Qinggangling Huizu Yizu Xiang
Qinggangling Huizu Yizu Xiang (kinesiska: 青岗岭, 青岗岭回族彝族乡) är en socken i Kina. Den ligger i provinsen Yunnan, i den sydvästra delen av landet, omkring 290 kilometer norr om provinshuvudstaden Kunming. Antalet invånare är 21 717. Befolkningen består av 10 419 kvinnor och 11 298 män. Barn under 15 år utgör 36 %, vuxna 15-64 år 56 %, och äldre över 65 år 6,0 %.
Genomsnittlig årsnederbörd är 1 008 millimeter. Den regnigaste månaden är juli, med i genomsnitt 228 mm nederbörd, och den torraste är december, med 7 mm nederbörd.